# Kratowo (Rosja)
Kratowo (ros. Крaтово) – osiedle typu miejskiego w Rosji, w obwodzie moskiewskim. W 2020 roku liczyło 9077 mieszkańców.